# URL Snooper
URL Snooper es un “sniffer” que rastrea el tráfico de la red e identifica URL ocultas, especialmente URL de contenido multimedia. Su uso suele ser con fines lúdicos, ilegales o docentes.
Para un correcto funcionamiento del programa debemos utilizar la biblioteca WinPcap. Esta biblioteca, desarrollada por Loris Degioanni, también es necesaria para la utilización de otros sniffers como puede ser el Windump.
Mediante Project URL Snooper podemos establecer restricciones de búsqueda, ocultando urls que queramos descartar, eliminando las duplicadas, o aquellas cuya referencia no sea válida.
En el resultado de la búsqueda podremos observar una lista detallada de todos los paquetes recibidos, así como el protocolo utilizado para ello. A menudo es bastante difícil acceder a enlaces de audio y vídeo que se ocultan tras scripts y javascripts. URL Snooper proporciona una solución a este problema, rastreando el tráfico en la red e identificando entre los paquetes recibidos las posibles urls ocultas que pudiese contener una determinada página.
También podemos conocer el distinto tipo de aplicaciones utilizadas en la página a rastrear.
- Datos: Q7865611